# Pistolet Mannlicher M1903
Mannlicher M1903 – austro-węgierski pistolet samopowtarzalny. Ostatni wzór broni skonstruowany przez Ferdinanda Mannlichera.

## Konstrukcja
Ferdinand Mannlicher konstruował pistolety od lat 80. XIX wieku, ale żaden z nich nie został przyjęty oficjalnie do uzbrojenia armii Austro-Węgier. W 1903 roku, na rok przed śmiercią konstruktora Steyr rozpoczął produkcję ostatniego pistoletu skonstruowanego przez Mannlichera. Konstruktor uznał, że przyczyną odrzucenia jego wcześniejszych pistoletów było zastosowanie zbyt słabej amunicji przystosował pistolet M1903 do zasilania nabojem 7,65 × 25 mm. Miał on wymiary identyczne jak nabój 7,65 × 25 mm Borchardta, ale zmniejszony ładunek prochu.
M1903 podobnie jak wcześniejsze pistolety Mannlichera nie znalazł się na uzbrojeniu armii austro-węgierskiej.

## Opis
Mannlicher M1903 był bronią samopowtarzalną. Zasada działania oparta na krótkim odrzucie lufy. Zamek ryglowany klinem. Pistolet był przeładowywany przy pomocy rączki zamkowej umieszczonej na górze zamka. Mechanizm uderzeniowy kurkowy, bez samonapinania. Kurek wewnętrzny można było napiąć przy pomocy dźwigni umieszczonej nad spustem.
M1903 był zasilany ze stałego magazynka pudełkowego o pojemności 6 naboi. Magazynek znajdował się przed spustem i był ładowany przy pomocy łódek.
Lufa gwintowana, posiadała pięć bruzd prawoskrętnych.
Przyrządy celownicze mechaniczne, stałe (muszka i szczerbinka).